# Compsotropha capnochroa
Compsotropha capnochroa är en fjärilsart som beskrevs av Oswald Beltram Lower 1920. Compsotropha capnochroa ingår i släktet Compsotropha och familjen praktmalar, Oecophoridae. Inga underarter finns listade i Catalogue of Life.